# Коряки (село)
Коряки — село в Елизовском районе Камчатского края России, административный центр Корякского сельского поселения.

## География
Располагается в 15 км северо-западнее Елизова.

## Население
| 1926  | 2002  | 2010  | 2012  | 2013  | 2015  | 2016  |
| ----- | ----- | ----- | ----- | ----- | ----- | ----- |
| 122   | ↗2862 | ↘2735 | ↗2744 | ↘2728 | ↘2727 | ↗2735 |
| 2018  | 2020  |       |       |       |       |       |
| ↗2769 | ↗2793 |       |       |       |       |       |

## История
Своё название село получило от имени коряков, которые жили в бассейне реки Авача в начале XVIII века.

Верстах в 8 же ниже устья Коонам пала в Авачу с севера Имашху речка, над которой живут коряки. Они были прежде оленные, но по отогнании оленей их неприятелями учинились сидячими и поселились на объявленном месте— Крашенинников С.П. 1949
Карл фон Дитмар написал в 1855 году, что в селе было восемь домов, проживало 29 человек и было 29 голов крупного рогатого скота и шесть лошадей. В 1906 году их было около 70 человек. В 1931 году основаны колхозы. В 70-е произошло много изменений: построены новые дороги и открыта школа. В 1977 году было 1743 человека, и число жителей возросло до 2180 через два года.
Деятельность в селе в основном сосредоточена на сельском хозяйстве. Есть средняя школа и детский сад, построенные в 1966 году, хлебопекарня, два дома культуры, пожарная станция, рыбокомбинат, несколько парикмахерских, два спортивных зала, станция скорой помощи и две спортплощадки.
Является центром Корякского сельского поселения.         
Корякский вулкан назван в честь деревни.
В районе также есть места:
- Северные Коряки — старое название Новых Коряк
- Южные Коряки — старое название Старых Коряк